# Acalolepta amamiana
Acalolepta amamiana es una especie de escarabajo longicornio del género Acalolepta, tribu Monochamini, subfamilia Lamiinae. Fue descrita científicamente por Hayashi en 1962.
Se distribuye por Japón. Mide aproximadamente 12,5-23 milímetros de longitud. El período de vuelo de esta especie ocurre entre abril y agosto.